# Азаров Віталій Васильович
Віталій Васильович Азаров (нар. 3 вересня 1979, Полтава, Українська РСР) — український футболіст, захисник та півзахисник.

## Кар'єра гравця
Вихованець ДЮСШ «Ворскла», перший тренер — Володимир Миколайович Попіневський. 1992 року пройшов відбір до Дніпропетровського спортінтернату (УФК), де був помічений на дитячому турнірі у місті Гребінка чемпіоном СРСР у складі «Дніпра» 1983 року Володимиром Кобзарєвим. У 17 років підписав свій перший професійний контракт із куп'янським «Осколом» та дебютував у професійному футболі 16 березня 1997 року у матчі проти керченського «Портовика» (2:0). Влітку 1997 року перейшов до «Папірника». У 1999—2005 роках грав у Білорусі за «Білшину», «Березину», «Нафтан», «Дніпро-ДЮСШ-1», «Осиповичі», «Ведрич-97» та «Славію». У Вищій лізі Білорусі провів 62 матчі, забив 4 м'ячі. З 2006 року виступав у Першій лізі України за «Олександрію» та «Полтаву». Завершив кар'єру в аматорському клубі «Берегвідейк», у складі якого провів 2 матчі у Кубку України проти херсонського «Кристала» (1:0) та «Нафтовика-Укрнафти» (1:0).

## Кар'єра футзаліста
У складі аматорського футзального клубу «Зефір-ПластиКом» 2 грудня 2009 року провів одну гру в Кубку України з футзалу проти ЛТК (1:3).

## Кар'єра тренера
У 2013 році працював головним тренером клубу «Берегвідейк».

## Досягнення
- Кубок Білорусі
  -  Володар (1): 2000/01

- Перша ліга Білорусі
  -  Срібний призер (2): 2002, 2004

- Друга ліга України (група «Б»)
  -  Срібний призер (1): 2008/09
  -  Бронзовий призер (1): 1996/97